# 김철 (대한민국 임시정부)
김철(金澈, 1886년 10월 15일 ~ 1934년 6월 29일)은 일제강점기의 독립운동가이다. 호는 일강(一江). 다른 이름은 김중청(金重淸), 김영택(金永澤)이다. 본관은 영산(永山).

## 생애

### 생애 초기
1886년 10월 15일 전남 함평군 신광면 함정리 구봉마을에서 부친 김동진과 모친 전주이씨 사이에서 4남 1녀중 3남으로 출생하였다. 1905년 을사보호조약 이후 그는 신학문을 배워야 극일할 수 있다는 신념에서 1908년 영광에 있는 광흥중학교에서 중학과정을 이수하고, 1912년 서울에서 경성법률전수학교를 졸업하고, 1915년 일본 메이지대학(明治大學) 법학부를 졸업하고 귀국했다. 고향에 와서 제일 처음 한 일은 형제들과 상의해 노속들에게 토지 일부를 떼어주고 집으로 돌려 보내는 것이었다.

### 망명과 임시정부 활동
1917년 2월 중국 상해로 망명하였다. 1918년 8월 20일 중국 상해 프랑스 조계지 백미로 25호에서 김철은 여운형, 장덕수, 조동호, 선우혁, 한진교 총 6명과 함께 발기인이 되어 신한청년당을 창당하였다. 김철은 신한청년당 부주무로서 기관지「신한청년」을 발간하여 독립정신을 고취하였으며 대한적십자회의 상의원도 역임하였다.

1918년 11월 중국 정부가 상해에서 개최한 미국 대통령 윌슨의 특사 찰스 크레인 초청 만찬회 석상에서 김철은 여운형, 장덕수, 신국권 등과 만나서 자주독립을 요청하는 의견을 교환하고 윌슨에게 보내는 대한의 자주독립을 요청하는 청원서를 전달하였다. 1919년 김철은 여운형, 김규식 등과 협의하여 파리강화회의에 김규식을 파견하여 대한의 독립을 호소하였다.

1919년 1월 김철은 신한청년당을 중심으로 각국에 독립을 선언함과 동시에 서병호, 선우혁과 같이 국내에 밀입국하여 자신의 전답을 정리하여 독립자금 1만원을 마련하여 상해로 가져가 독립운동 동지들의 생활을 원활하게 하였으며, 동년 2월 서울에서 손병희를 만나 3만원의 독립자금 지원을 언약 받고, 3.1만세운동 거사를 계획하고 상해로 건너갔다.

1919년 3.1운동이 일어나자 상해에서 신한청년당을 중심으로 이동녕(李東寧), 이시영(李始榮), 조완구(趙琬九), 신익희(申益熙), 신석우(申錫雨), 조동호(趙東祜), 신규식(申圭植), 선우혁(鮮于爀), 한진교(韓鎭敎) 등과 함께 상해시 보창로 프랑스 조계내에 대한독립임시사무소를 설치하고, 대한민국 임시정부 수립에 참여하여 1919년 4월 10일 제1회 임시의정원회의에서 의정원 의원(전라도 대표)에 선임되었고, 같은 달 제2회 임시의정원회의에서 임시정부 재무위원 겸 법무위원이 되었다.

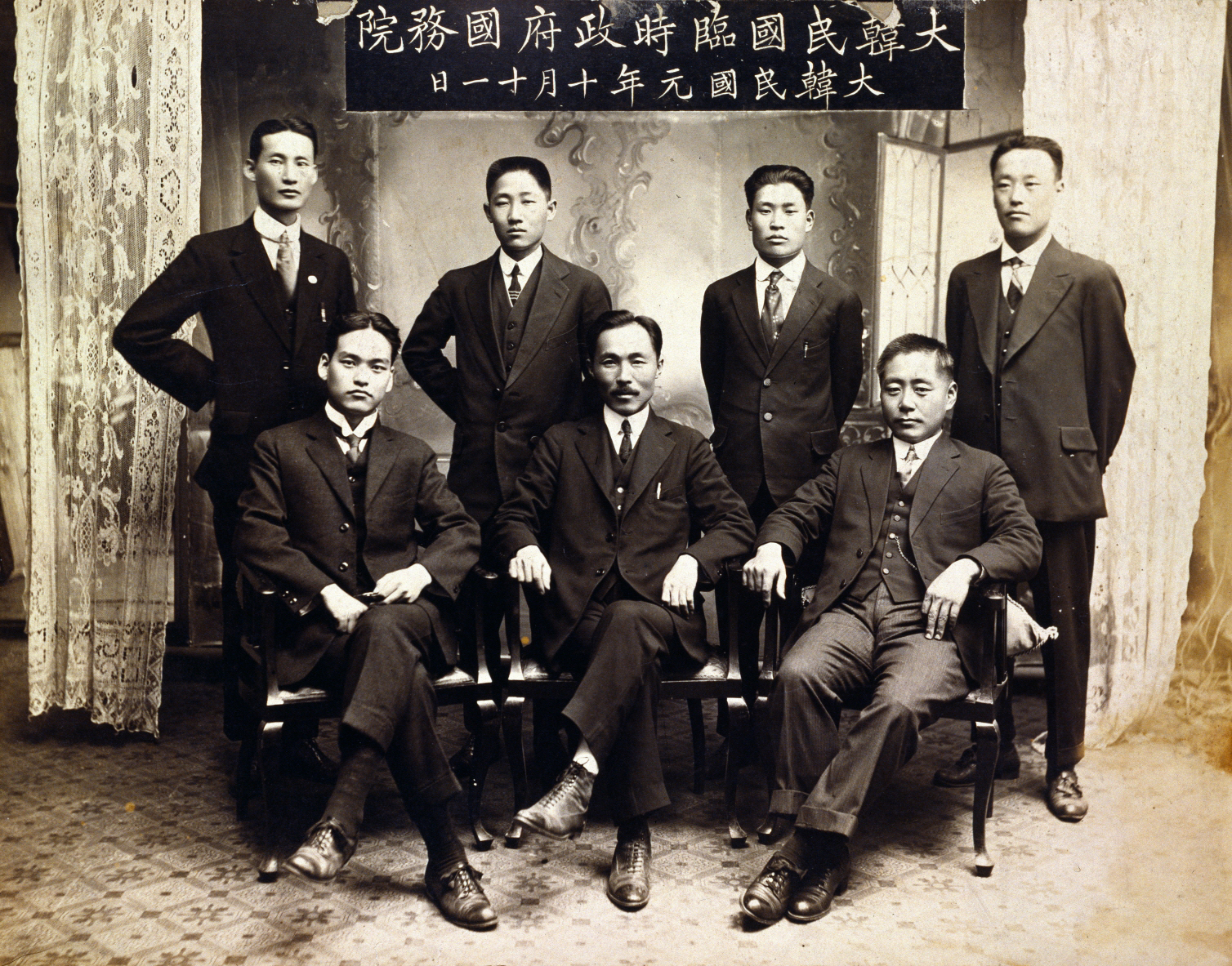
대한민국 임시정부 국무원 기념 사진. 앞줄 왼쪽부터 신익희, 안창호, 현순. 뒷줄 김철, 윤현진, 최창식, 이춘숙(1919년 10월 11일).

같은해 8월에 임시정부 교통부 차장에 임명되었는데, 총장 문창범이 취임하지 않아 총장직까지 겸하게 되었다. 1920년 1월에 그는 김구 등과 같이 의용단(義勇團)을 발기해 독립운동에 박차를 가하고 의용단 산하 선전위원회가 조직되자 위원장 안창호를 도와 선전업무에 종사하였다.

그러던 중 임시의정원과는 별도로 안창호 등이 국민대표회의 소집을 요구했다. 그 결과 양자간에 갈등이 일어났다. 급기야 1922년 7월에는 시사책진회(時事策進會)가 만들어지고 김철은 시사책진회 회원으로 임시의정원과 국민대표회의간의 갈등 조정에 들어가 갈등을 해결에 기여하였다. 국민대표회의는 규정을 만들어 공포한다. 이런 활약이 높이 평가되어 그는 1924년 5월에는 임시정부 국무원 회계검사원 검사장에 임명되었다. 1926년 12월 김구(국무령) 내각 국무위원에 임명되었고, 1927년 8월 이동녕 내각 군무부장에 임명되었다.
1930년 7월 조직된 한국독립당의 14인 이사 중의 한명으로 활약하였다.

같은해 12월 새 헌법에 의하여 임기가 만료 제2차 내각구성에서 군무부장에 재임명되었고, 1931년 10월 안창호와 함께 대한교민단(大韓僑民團)심판이 되어 상해 교민의 복지 향상에 전념하였다. 같은해 11월 중국인과 공동항일전선을 형성하여 한중항일대동맹을 조직하여 항일투쟁을 전개하였다. 조소앙과 중국인 오징천, 서천방 등과 함께 상무위원으로 활동하였다.1932년 1월 상해 대한교민단(大韓僑民團)의 정치위원으로 선출되고,같은 해 11월 국무위원에 임명되었다.

1932년 1월 8일 이봉창의 일왕 저격사건과 동년 4월 29일 윤봉길의 중국 홍구공원에서의 시라카와 요시노리 대장 등 일본인 폭살 양대 의거를 당시 군무장으로서 김구와 같이 주도하였다. 이 사건 이후 일본 경찰의 추격이 급박해지자 상해에 있는 그의 친지인 미국인 피치 목사의 집 2층에 김구, 엄항섭, 안공근과 같이 피신해 있었다.

같은해 5월 10일 상해임시정부를 항주로 이동하여 김철은 자신의 숙소인 항주시 소재 청태(淸泰) 제2여사(第二旅社) 32호실에 임시정부판공처(臨時政府判公處)를 설치하여 임시정부 항주시대가 개막했다. 동년 5월 16일 항주에서 첫 국무회의에서 김철은 재무장에 김구는 군무장에 임명되었다.

1933년 7월 임시의정원의원에 선임되어 자격심사위원으로 신도 의원의 자격을 심사하였다.

같은 해 신한독립당·조선혁명당·의열단과 함께 결성한 한국대일전선통일동맹에 한국독립당의 대표로 참석하기도 했다.

1934년 1월 3일 제3차 내각(주석 양기탁) 무임소장에 임명되었다.

같은 해 4월 2일 국무원 비서장에 선출되어 임시정부의 이동에 따라 각지를 전전하면서 독립운동에 진력하였다. 한때 김구와 맞선 조소앙(趙素昻)과 제휴하였다.

### 생애 후반
1934년 6월 29일 중국 항주(杭州)소재 광자병원에서 고문에 시달린 몸이 쇠진하여 급성폐렴으로 순국하였다. 이시영, 조완구, 송병조, 양기탁 등 임정요인들의 애도속에 악비묘(岳飛廟) 뒷산 호산당(湖山堂) 예수교회 공동묘지에 안장되었다.

## 사후
1962년 건국공로훈장(독립장)이 추서 되었다.
 고향인 전라남도 함평군 구봉마을 생가터에 기념관이 조성되었다. 기념관 근처에 김해김씨 부인(김정자)과 최씨 부인(최혜순) 그리고 김철이 합장된 묘가 있는데, 김철의 유해가 안장된 중국 악비묘 뒷산 공동묘지는 1978년 아파트를 건립하는 과정에서 사라져 버려서 나주의 향토사학자 나천수(羅千洙)가 1993년 저장성 항저우 호산당 예수교회 터 인근을 직접 방문하여 가져온 흙 한줌을 토대로 만든 것이다.

## 가족 관계
김철은 상해에 망명하기 전에 고향에서 김해 김씨 김정자(金貞子)와 혼례를 치르고 부인은 고향에 남아 있었다. 항일 활동으로 일본 경찰이 가족들에게 위해를 가하자 김철은 부인 김정자의 안전을 위해 이혼을 결심하고 상해로 찾아왔을 때도 자신과 이혼 후 재혼을 권하기도 하고 편지도 보냈으나, 1925년 경 김씨 부인은 결국 자결했다.

상해에서 간호사 출신 독립운동가 최혜순(崔惠淳)과 두번째 혼인을 하였고 1929년 장녀 미경(美卿), 1931년 차녀 혜경(惠卿)을 낳았다. 최혜순은 김철 사망 후에도 임시정부에 남아 독립 운동을 하다가 3년 후에 조선으로 귀국하여 일본 경찰에 체포되어 옥고를 치르고 풀려났으며, 1976년 별세했다. 상해 거주 당시 최혜순은 뛰어난 수완을 바탕으로 홍삼 매매, 병원 운영등을 통해 낸 수익으로 임시정부에 자금을 대었으며, 생활고에 시달렸던 다른 독립운동가들을 위해 많은 것을 베풀었다고 한다.

장녀인 김미경은 여성 최초로 고려대학교를 졸업 (정치학, 법학 전공)하였다. 아버지 김철의 뒤를 이어 정치인이 되기를 꿈꾸었으나 시대 상황의 한계로 이루지 못하였다. 한국에서 생활하다가 1986년 미국으로 건너가 미국 LA에 거주하고 있다. 2019년 현재 김미경의 자손들은 미국 LA에서 사업체를 운영하고 있다. 김미경은 글하에 딸 둘 아들 둘을 두었다. 차녀인 김혜경은 이화여자대학교에 진학하였으나 6.25전쟁이 발발한 상황에서 전쟁 중 혼인을 하였기 때문에 당시 이화여자대학교의 금혼 정책(2003년 폐지)에 따라 퇴학 처리되었다. 김혜경은 2015년 췌장암으로 별세하였으며, 슬하에 4녀 1남을 두었다.
- 아버지 : 김동진(金東鎭)
- 어머니 : 전주 이씨(全州 李氏)
  - 부인 : 김정자(金貞子, ? ~ 1925)
  - 부인 : 최혜순(崔惠淳, 1900 ~ 1976) 독립운동가. 2010년 건국훈장 애족장 추서.
    - 장녀 : 김미경(金美卿, 1929~ )
    - 차녀 : 김혜경(金惠卿, 1931 ~ 2015)

  - 사촌 형 : 김영복(金永福)[9]
    - 조카 : 김석(金晳, 1910 ~ 1983) 일제 강점기 병인의용대 계열 항일 운동가이다. 1968년 건국훈장 독립장을 받았다.
    - 조카 : 김덕근(金德根, 1912 ~ 1980) 독립운동가. 1977년 대통령표창. 1990년 건국훈장 애족장 추서.

## 같이 보기
- 여운형
- 조동호
- 신한청년당
- 대한민국임시정부
- 임시의정원
- 한국독립당
- 김구
- 조소앙